# Perithemis capixaba
Perithemis capixaba – gatunek ważki z rodziny ważkowatych (Libellulidae).